# Pericyclocera molliventris
Pericyclocera molliventris är en tvåvingeart som beskrevs av Schmitz 1928. Pericyclocera molliventris ingår i släktet Pericyclocera och familjen puckelflugor.
Artens utbredningsområde är Paraguay. Inga underarter finns listade i Catalogue of Life.